# Khajuraho

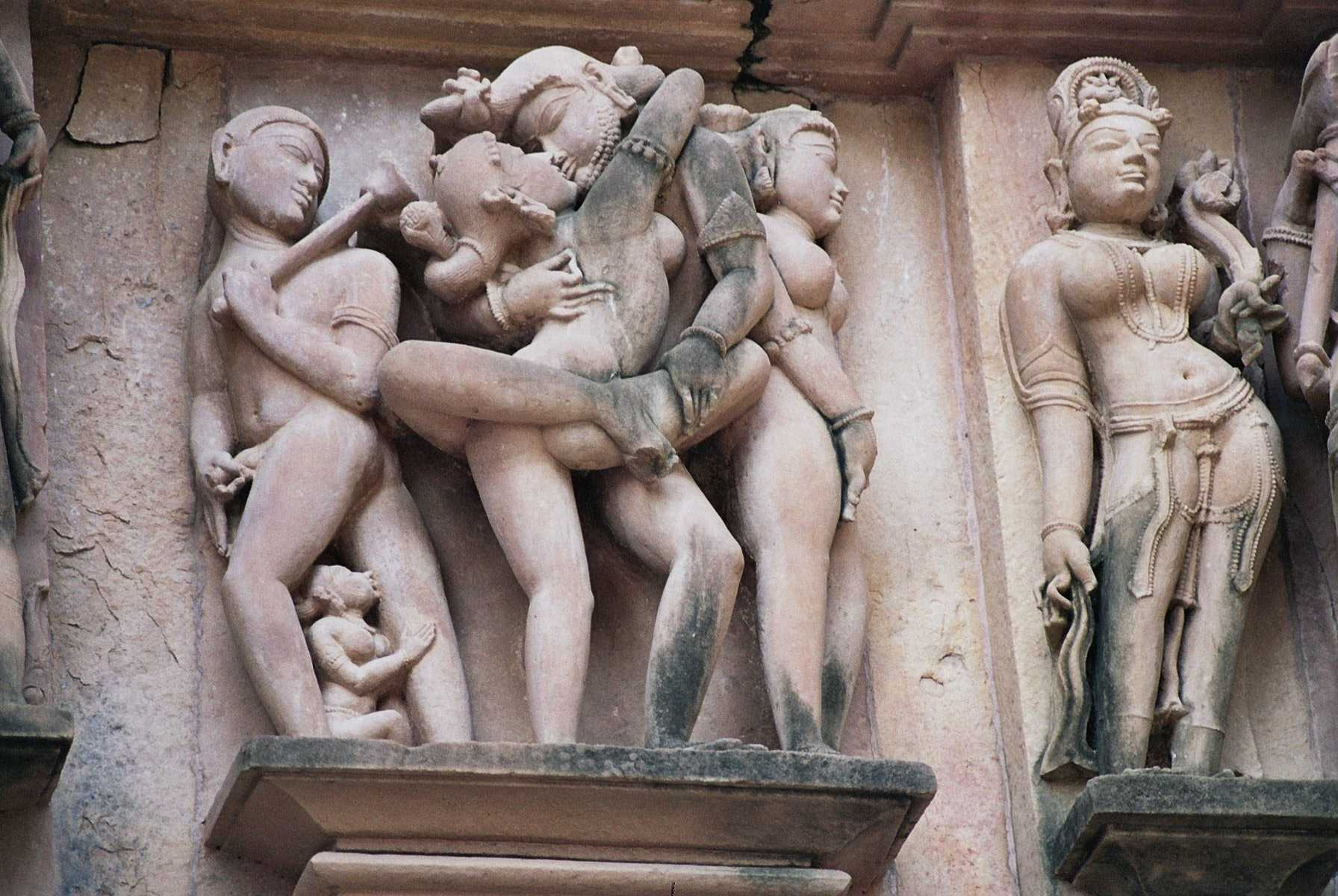
Tempelvägg i Khajuraho, med erotiska motiv.

Khajuraho är en stad i den indiska delstaten Madhya Pradesh, och tillhör distriktet Chhatarpur. Folkmängden uppgick till 24 481 invånare vid folkräkningen 2011.
Khajuraho var huvudstad för härskardynastin Chandella från 800-talet och fram till 1100-talet. Staden är mest känd för sin stora mängd hinduiska och jainistiska tempel, och för att den återupptäcktes, täckt av tät djungel av en brittisk officer 1838, efter att ha övergivits under 1300-talet.